# KylieX2008
A KylieX2008 volt Kylie Minogue ausztrál énekesnő tizedik turnéja, mellyel a 2007-ben megjelent tizedik stúdióalbumát, az X-et népszerűsítette. A turné Párizsban, Franciaországban kezdődött 2008. május 6-án és 2008. december 22-én zárult Melbourne-ben, Ausztráliában. A turné során 53 koncertet adott Európában, hatot Dél-Amerikában, hetet hat ázsiai országban és nyolcat Óceániában. A következő évben a For You, For Me Tour elnevezésű turné bejelentésekor a Billboard és a Pollstar megerősítette, hogy a KylieX2008-re eladott jegyek 70 millió dollárnyi bevételt generáltak.

## Háttér és gyártás
Több hónapnyi spekuláció után Minogue hivatalos honlapján bejelentették, hogy a KylieX2008 Párizsban kezdődik és nemzetközi turné lesz. Bemutatás gyanánt Minogue a következőket mondta:
„Egy olyan műsort állítok össze, ami egy új és izgalmas élmény lesz mind a közönség és az én számomra is. Az X-en hallható eklektikus hangzások keveréke lehetőséget ad számomra, hogy egy olyan élő műsort alkossak, amely igazán friss, innovatív és felvidít. Az X egy kitekintést nyújt a jövőbe, de természetesen régi kedvenceket szintén felvonultat az újak mellett. Már alig várom, hogy jövőre megoszthassam ezt veletek.”
A turné próbái alatt Minogue számos színfalak mögötti videót osztott meg a hivatalos honlapján. Ezzel egyidejűleg kiadták az X-et az Egyesült Államokban is és két videót is forgattak a harmadik kislemezhez, mely az „All I See” lett. Ahogy a turné jegyei kezdtek elfogyni az európai és az angliai helyszínekre, a rajongók találgatni kezdtek, hogy elviszi-e a turnét Ausztráliába és Japánba.

## Koncert összefoglaló
Ahogy az X album, úgy a turné is az 1980-as évek új hullámát vitte tovább. A koncert hét részre lett osztva a finálé mellett. A turné során a koncert folyamatosan fejlődött, számos változtatást eszközöltek.
A koncert egy háromszintű színpadon zajlott. Jobb és bal oldalt kis színpadokat építettek a zenekar és a háttérénekesek számára. A főszínpad minimalista volt kivilágított videó padlóval és hatalmas mozgó videó függönyökkel, melyeket háttérként használtak. Azokon az előadásokon, melyek amfiteátrumokban, kisebb vagy szabadtéri helyszíneken zajlottak, a kivilágított padlózatot és látványosabb elemeket technikai korlátok miatt kénytelenek voltak kihagyni.
A kezdő rész, mely az Xlectro Static nevet kapta, egy futurisztikus videóval nyitotta a műsort, melyen Minogue arcának körvonalát mutatja neon fényekkel polarizálva. A hatalmas videó függönyök szétnyílnak, hogy előbukkanjon Minogue egy hatalmas abroncson ülve egy pókasszony köpenyben (Ez a ruha később változáson esett át, mire a turné Dél-Amerikába ért). Azokon a helyszíneken, ahol technikailag akadályba ütköztek, a függönyök helyett hatalmas sztereó hangfalak mozdulnak el, ezzel felfedve Minogue-ot. Ebben a részben előadta a „Speakerphone”-t, a „Can’t Get You Out of My Head”-et, egy korábban kiadatlan dalt, a „Ruffle My Feathers”-t és az „In Your Eyes”-t.
A második rész, a Cheer Squad Toni Basil „Mickey” című slágere előtti tisztelgéssel nyit, mely során Minogue és táncosai amerikai pompomlányokként jelennek meg a színpadon. Minogue itt a „Heart Beat Rock”-ot, a „Wow”-t és a „Shocked”-ot adta elő, bár az utóbbi néhány helyszínen le lett rövidítve egy táncos átvezetővé.
A harmadik rész, a Beach Party az On a Night Like This Tour-on látott korábbi verziónak egy frissebb változata nagyobb költségvetéssel. Ez a rész a „Loveboat”-tal kezdődik, melyet Barry Manilow slágerének, a „Copacabana”-nak a feldolgozása követ. Ezt a fejezetet a „Spinning Around”-dal zárta Minogue.
A negyedik résznél, mely az Xposed nevet viseli, Minogue egy gigantikus koponyán jelenik meg a „Like a Drug”-ot előadva,mely a színpad fölé van felfüggesztve. A koponya ezután leereszkedik a színpadra és Minogue a „Slow”-t és a „2 Hearts”-ot adja elő. A koponya nagyon pozitív reakciókat váltott ki a rajongókból. Később ezt számítógépes grafikával helyettesítették azokon a helyszíneken, ahol nem lehetett az eredetit színpadra állítani technikai korlátok miatt (Ez a kivetítés nem volt jelen a turné dél-amerikai része előtt.)
Az ázsiai ihletésű ötödik rész, a Naughty Manga Girl elején Minogue egy piramisban jelenik meg a színpadon, ami kinyílik felfedve őt egy japán manga ihletésű jelmezben. Itt a „Come into My World”, a „Nu-di-ty” és a „Sensitized” csendül fel. Ez a szegmens, mely a „Sometime Samurai” videójával kezdődik, teljesen ki lett hagyva azokon a koncerteken, ahol azt a technikai korlátozások nem engedték kivitelezni.
A Starry Nights címet viselő hatodik részben Minogue egy kék uszályban jelenik meg és egy új dalt, a „Flower”-t adja elő, melyet az „I Believe in You” ballada verziója követ. Ez a rész a „Cosmic”-kal zárult az első koncerteken, de később törölve lett a műsorból.
A hetedik Black Versus White részben Minogue egy cárként jelenik meg és előadja az „On a Night Like This”-t, a „Your Disco Needs You”-t , a „Kids”-t, a „Step Back in Time”-ot és az „In My Arms”-ot. Ez a rész fekete fehér témával kezd, mely fokozatosan alakul át színessé.
Minogue újra megjelenik a színpadon egy öltönyben, hogy előadja a műsor befejező részét. Ez a dél-amerikai koncertek kivételével a „No More Rain”-nel kezdődik. Ez a 2008. november 1-i koncert után törölve lett a turné hátralevő részében. Ehhez a részhez számos dal lett hozzáadva vagy éppen kicserélve, mint a „The One”, a „Love at First Sight”, az „I Should Be So Lucky” és az „All I See” akusztikus változata. A turné dél-amerikai részén a „Better the Devil You Know” is előadásra került. Az első két dél-amerikai koncerten a West Side Story-ból ismert „Somewhere”-t is előadta, de csakis ezen a két koncerten.

## A kritikusok értékelései
A turné kiváló kritikákat kapott Európa szerte és az Egyesült Királyságban. Sokan Minogue addigi legjobb turnéjának nevezték. A jegyek jól fogytak Európában és a turné nagy sikernek számított. A nagy sikerre való tekintettel lassacskán számos új koncert dátumot adtak a már meghirdetettek mellé. Az Egyesült Királyságban eredetileg meghirdetett nyolc koncertre a jegyek harminc perc alatt elkeltek. Végül Minogue több, mint 25 koncertre adott el jegyeket Angliában, Skóciában és Észak-Írországban. A Manchester Aréna-ban adott hat koncert Minogue-ot minden idők legtöbb koncertet adó előadójává tette ezen a helyszínen. A turné Egyesült Királyságban adott része 26 millió dollárt hozott és Minogue összesen 300 000 ember előtt lépett fel.

## Turné dátumok
| Dátum              | Város               | Ország                  | Helyszín                                  |
| Európa             | Európa              | Európa                  | Európa                                    |
| ------------------ | ------------------- | ----------------------- | ----------------------------------------- |
| 2008. május 6.     | Párizs              | Franciaország           | Bercy Arena                               |
| 2008. május 7.     | Antwerpen           | Belgium                 | Antwerp Sportpaleis                       |
| 2008. május 9.     | Stuttgart           | Németország             | Schleyerhalle                             |
| 2008. május 10.    | Frankfurt am Main   | Németország             | Festhalle                                 |
| 2008. május 12.    | Prága               | Csehország              | Sazka Arena                               |
| 2008. május 14.    | Bécs                | Ausztria                | Wiener Stadthalle                         |
| 2008. május 15.    | Budapest            | Magyarország            | Papp László Budapest Sportaréna           |
| 2008. május 17.    | Bukarest            | Románia                 | Cotroceni Stadium                         |
| 2008. május 18.    | Szófia              | Bulgária                | Lokomotiv Stadium                         |
| 2008. május 20.    | Isztambul           | Törökország             | Kuruçeşme Arena                           |
| 2008. május 22.    | Athén               | Görögország             | Terra Vibe                                |
| 2008. május 25.    | Zürich              | Svájc                   | Hallenstadion                             |
| 2008. május 27.    | Köln                | Németország             | Kölnarena                                 |
| 2008. május 29.    | München             | Németország             | Olympiahalle                              |
| 2008. május 30.    | Genova              | Svájc                   | Geneva Arena                              |
| 2008. június 1.    | Lyon                | Franciaország           | Halle Tony Garnier                        |
| 2008. június 3.    | Madrid              | Spanyolország           | Palacio De Los Deportes                   |
| 2008. június 5.    | Esch-sur-Alzette    | Luxembourg              | Rockhal                                   |
| 2008. június 7.    | Hamburg             | Németország             | Color Line Arena                          |
| 2008. június 8.    | Koppenhága          | Dánia                   | Forum Copenhagen                          |
| 2008. június 10.   | Oslo                | Norvégia                | Oslo Spektrum                             |
| 2008. június 11.   | Stockholm           | Svédország              | Stockholm Globe Arena                     |
| 2008. június 13.   | Helsinki            | Finnország              | Hartwall Arena                            |
| 2008. június 16.   | Moszkva             | Oroszország             | Olympic Stadium                           |
| 2008. június 18.   | Szentpétervár       | Oroszország             | New Arena                                 |
| 2008. június 20.   | Riga                | Lettország              | Arena Riga                                |
| 2008. június 22.   | Berlin              | Németország             | Velodrom                                  |
| 2008. június 23.   | Rotterdam           | Hollandia               | Ahoy Rotterdam                            |
| 2008. június 26.   | Belfast             | Egyesült Királyság      | Odyssey Arena                             |
| 2008. június 27.   | Belfast             | Egyesült Királyság      | Odyssey Arena                             |
| 2008. június 29.   | Belfast             | Egyesült Királyság      | Odyssey Arena                             |
| 2008. június 30.   | Belfast             | Egyesült Királyság      | Odyssey Arena                             |
| 2008. július 5.    | Glasgow             | Egyesült Királyság      | Scottish Exhibition and Conference Centre |
| 2008. július 6.    | Glasgow             | Egyesült Királyság      | Scottish Exhibition and Conference Centre |
| 2008. július 8.    | Glasgow             | Egyesült Királyság      | Scottish Exhibition and Conference Centre |
| 2008. július 9.    | Glasgow             | Egyesült Királyság      | Scottish Exhibition and Conference Centre |
| 2008. július 11.   | Manchester          | Egyesült Királyság      | Manchester Evening News Arena             |
| 2008. július 12.   | Manchester          | Egyesült Királyság      | Manchester Evening News Arena             |
| 2008. július 14.   | Manchester          | Egyesült Királyság      | Manchester Evening News Arena             |
| 2008. július 15.   | Manchester          | Egyesült Királyság      | Manchester Evening News Arena             |
| 2008. július 17.   | Manchester          | Egyesült Királyság      | Manchester Evening News Arena             |
| 2008. július 18.   | Manchester          | Egyesült Királyság      | Manchester Evening News Arena             |
| 2008. július 20.   | Newcastle upon Tyne | Egyesült Királyság      | Metro Radio Arena                         |
| 2008. július 21.   | Newcastle upon Tyne | Egyesült Királyság      | Metro Radio Arena                         |
| 2008. július 23.   | Newcastle upon Tyne | Egyesült Királyság      | Metro Radio Arena                         |
| 2008. július 24.   | Newcastle upon Tyne | Egyesült Királyság      | Metro Radio Arena                         |
| 2008. július 26.   | London              | Egyesült Királyság      | The O2 Arena                              |
| 2008. július 27.   | London              | Egyesült Királyság      | The O2 Arena                              |
| 2008. július 29.   | London              | Egyesült Királyság      | The O2 Arena                              |
| 2008. július 30.   | London              | Egyesült Királyság      | The O2 Arena                              |
| 2008. augusztus 1. | London              | Egyesült Királyság      | The O2 Arena                              |
| 2008. augusztus 2. | London              | Egyesült Királyság      | The O2 Arena                              |
| 2008. augusztus 4. | London              | Egyesült Királyság      | The O2 Arena                              |
| Dél-Amerika        |                     |                         |                                           |
| 2008. november 1.  | Bogotá              | Kolumbia                | Parque Jaime Duque                        |
| 2008. november 4.  | Caracas             | Venezuela               | Poliedro de Caracas                       |
| 2008. november 6.  | Lima                | Peru                    | Explanada Del Monumental                  |
| 2008. november 8.  | São Paulo           | Brazília                | Credicard Hall                            |
| 2008. november 13. | Santiago            | Chile                   | Estadio Nacional de Chile                 |
| 2008. november 15. | Buenos Aires        | Argentína               | Gimnasia y Esgrima de Buenos Aires        |
| Ázsia              |                     |                         |                                           |
| 2008. november 21. | Dubaj               | Egyesült Arab Emírségek | Dubai Festival City                       |
| 2008. november 23. | Bangkok             | Thaiföld                | Impact Arena                              |
| 2008. november 25. | Kallang             | Szingapúr               | Singapore Indoor Stadium                  |
| 2008. november 27. | Hongkong            | Hongkong                | AsiaWorld-Arena                           |
| 2008. november 29. | Sanghaj             | Kína                    | Hongkou Stadium                           |
| 2008. december 1.  | Peking              | Kína                    | Workers Indoor Arena                      |
| 2008. december 4.  | Tajpej              | Tajvan                  | Chungshan Soccer Stadium                  |
| Óceánia            |                     |                         |                                           |
| 2008. december 8.  | Auckland            | Új-Zéland               | Vector Arena                              |
| 2008. december 9.  | Auckland            | Új-Zéland               | Vector Arena                              |
| 2008. december 14. | Sydney              | Ausztrália              | Acer Arena                                |
| 2008. december 16. | Sydney              | Ausztrália              | Acer Arena                                |
| 2008. december 17. | Sydney              | Ausztrália              | Acer Arena                                |
| 2008. december 19. | Melbourne           | Ausztrália              | Rod Laver Arena                           |
| 2008. december 20. | Melbourne           | Ausztrália              | Rod Laver Arena                           |
| 2008. december 22. | Melbourne           | Ausztrália              | Rod Laver Arena                           |

## Fordítás
- Ez a szócikk részben vagy egészben  a   KylieX2008 című angol Wikipédia-szócikk fordításán alapul.  Az eredeti cikk szerkesztőit annak laptörténete sorolja fel. Ez a jelzés csupán a megfogalmazás eredetét és a szerzői jogokat jelzi, nem szolgál a cikkben szereplő információk forrásmegjelöléseként.